# Jutta Speidel

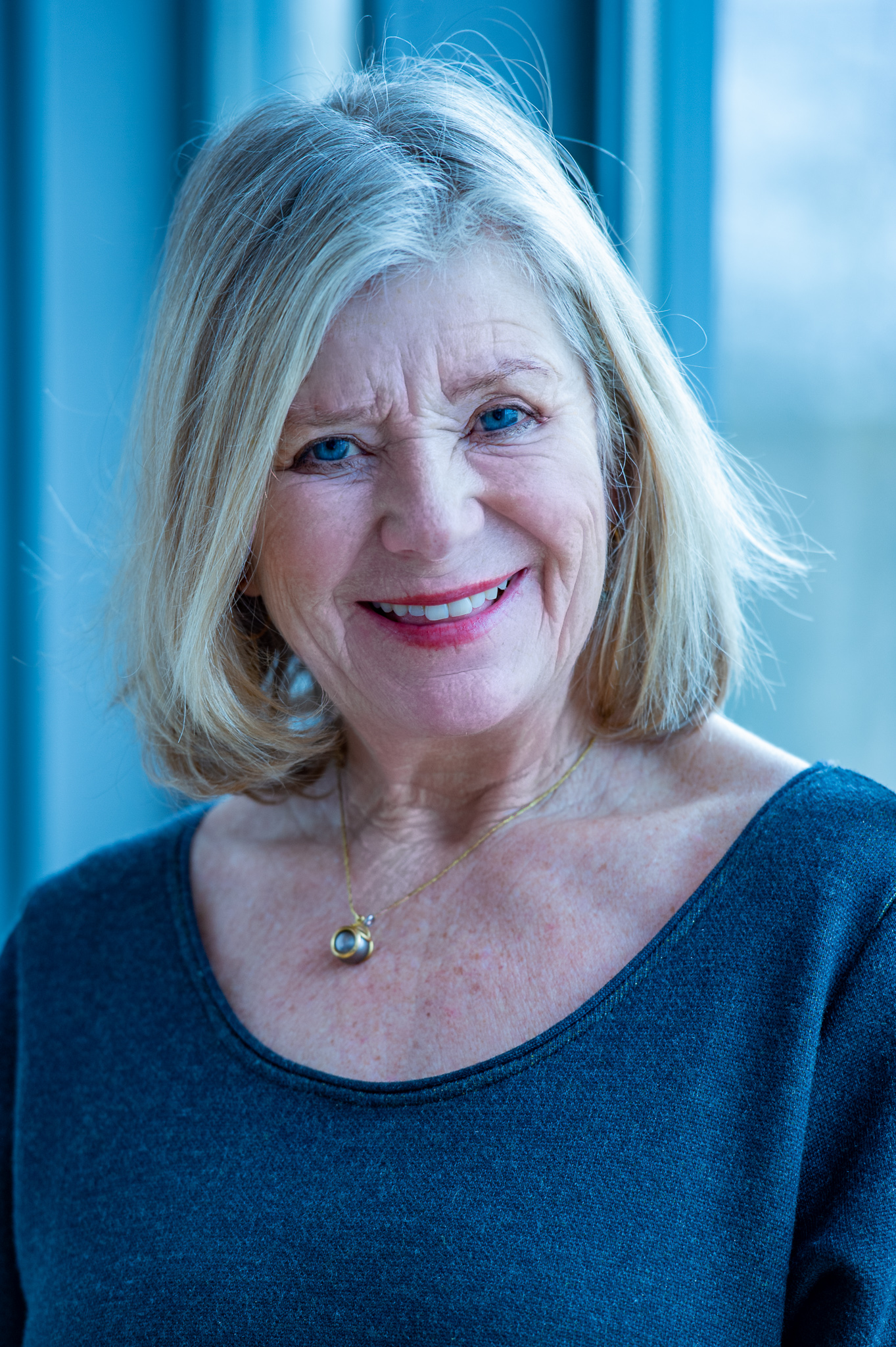
Jutta Speidel, 2019

Jutta Speidel anhörenⓘ(* 26. März 1954 in München) ist eine deutsche Schauspielerin, Autorin, Hörbuch- sowie Hörspielsprecherin und Synchronsprecherin. 1974 hatte sie ihren Durchbruch als Beate Rehberg in Rainer Erlers Die letzten Ferien. International konnte sie sich durch Erlers 1979 erschienenen Thriller Fleisch etablieren. Weitere Bekanntheit erlangte sie durch die Mitwirkung in den Fernsehserien Drei sind einer zuviel, Forsthaus Falkenau, Rivalen der Rennbahn, Alle meine Töchter und Um Himmels Willen.

## Leben
Jutta Speidel wuchs als Tochter eines Patentanwalts und einer Hausfrau in Gauting im Würmtal auf. Ihre erste Filmrolle erhielt sie mit fünfzehn Jahren als Komparsin in der dritten Folge der Serie Die Lümmel von der ersten Bank, zu deren Stammpersonal sie fortan gehörte. Es folgten Auftritte in Filmkomödien und auch in der ersten Folge des Schulmädchen-Reports.
Nach der Mittleren Reife verließ sie 1973 das Kurt-Huber-Gymnasium in Gräfelfing, um Schauspielerin zu werden, und ließ sich an der Schauspielschule Huber-Neureuther in München drei Jahre lang ausbilden. 1974 besetzte Rainer Erler sie während ihrer Schauspielausbildung in der Hauptrolle seines Films Die letzten Ferien, was für Speidel den Durchbruch als Schauspielerin bedeutete. 1979 kam es zu einer weiteren Zusammenarbeit zwischen Erler und Speidel. In dem in den USA gedrehten Fernsehfilm Fleisch, der sich mit dem Thema Organhandel auseinandersetzt, konnte sie sich in der Hauptrolle der jungen Monica auch international etablieren.
Seitdem wirkte sie in zahlreichen Filmen und Fernsehserien mit. 1977 übernahm sie in der von Rudolf Jugert inszenierten 13-teiligen ZDF-Fernsehserie Drei sind einer zuviel als Töpferin Charlotte Möller die Serienhauptrolle und erhielt für ihre dortige schauspielerische Leistung den Bambi. An der Seite von Thomas Fritsch war sie 1989 in der elfteiligen Fernsehserie Rivalen der Rennbahn als Modedesignerin und Jockey-Ehefrau Monika Adler zu sehen. Von 1989 bis 1995 verkörperte sie in den ersten sechs Staffeln der Familienserie Forsthaus Falkenau die Nebenrolle der Baroness von Bernried. Eine weitere durchgehende Serienrolle hatte sie neben Günter Mack als Margot Sanwaldt von 1994 bis 1999 in der Fernsehserie Alle meine Töchter. In der ARD-Fernsehserie Um Himmels Willen übernahm sie von 2002 bis 2006 an der Seite von Fritz Wepper die Serienhauptrolle der Schwester Charlotte „Lotte“ Albers und war bis zur fünften Staffel in insgesamt 65 Folgen zu sehen. Die Rolle brachte ihr 2006 den Bayerischen Fernsehpreis in der Kategorie als „Beste Seriendarstellerin“ ein. Ihre Nachfolge trat Janina Hartwig als Nonne Johanna „Hanna“ Jakobi an. In der 8. Staffel hatte sie in Folge 100 einen Gastauftritt. 2012 trat sie ein letztes Mal als Schwester Lotte in dem dritten Weihnachtsspecial der Serie mit dem Titel Um Himmels Willen – Mission unmöglich in Erscheinung.
Speidel betätigt sich neben ihren Arbeiten vor der Kamera auch als Synchronsprecherin. Sie lieh unter anderem Marcia Gay Harden (Space Cowboys), Helen Hunt (Besser geht’s nicht, Was Frauen wollen) und Sean Young (Blade Runner) und der Kröte Itsche in der ARD-Verfilmung Die drei Federn von 2014 des gleichnamigen Grimmschen Märchens ihre Stimme.
Seit 2003 veröffentlicht Speidel als Autorin einige Bücher. Ihr erstes Buch Kinder schreiben für Horizont enthält von Kindern verfasste Gedanken, Geschichten und Gedichte. 2008 publizierte sie ihre schönsten Weihnachtsgeschichten. 2009, 2011, 2013 und 2014 erschienen mit Wir haben gar kein Auto…: Mit dem Rad über die Alpen, Zwei Esel auf Sardinien, Ahoi, Amore! und Wir haben doch ein Auto! vier autobiografische Werke im Ullstein Verlag, die sie zusammen mit ihrem damaligen Lebenspartner Bruno Maccallini schrieb.
Im Herbst 2022 hat sie als Walross „Waltraut“ an der siebten Staffel der Fernsehshow The Masked Singer teilgenommen und ist in der zweiten Folge ausgeschieden. Sie belegte den achten Platz.

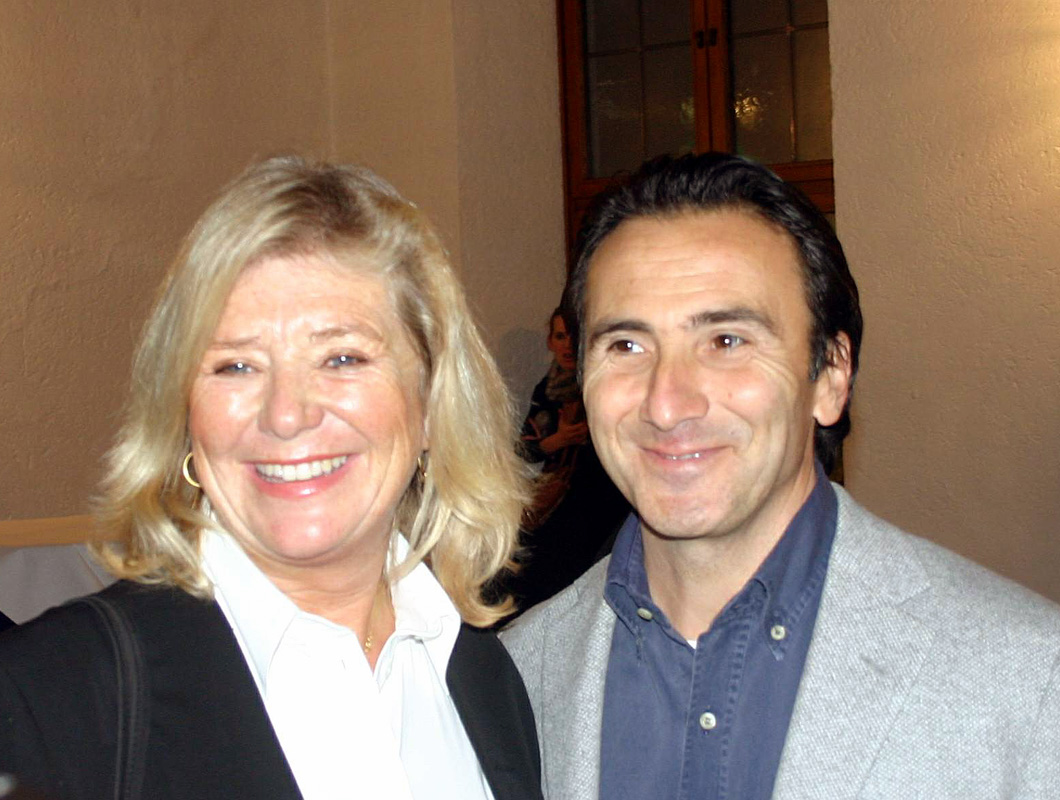
Jutta Speidel mit Bruno Maccallini, 2007

## Privates
Bei den Dreharbeiten zur Fernsehserie Drei sind einer zuviel lernte Jutta Speidel Herbert Herrmann kennen, mit dem sie von 1977 bis 1982 zusammenlebte. Von 1984 bis 1991 war sie mit dem Holzkaufmann Stefan Feuerstein verheiratet; aus der Ehe entstammt ihre jüngere Tochter Antonia, die als Opernsängerin unter ihrem bürgerlichen Namen Antonia Feuerstein und als Schauspielerin unter dem Namen Antonia Speidel auftritt. Bereits vor der Ehe war Speidel alleinerziehende Mutter; den Namen des Vaters der älteren Tochter Franziska hat sie nie genannt. Von 2003 bis 2013 war sie mit dem italienischen Schauspieler Bruno Maccallini liiert; mit ihm führte sie eine Fernbeziehung zwischen München und Rom.

## Soziales Engagement
Für obdachlose Kinder und deren Mütter gründete Speidel 1997 die Initiative Horizont e. V. Im Jahre 2003 wurde ihr für ihr Engagement der Martinsmantel der Radioredaktion des Sankt Michaelsbundes verliehen. 2005 erhielt sie das Bundesverdienstkreuz. Im Folgejahr erhielt sie den Krenkl-Preis der Münchner SPD für Zivilcourage und bürgerschaftliches Engagement. 2011 bekam sie den Bayerischen Verdienstorden und den „Prix International Pour les Enfants“ der Stiftung Otto Eckart. 2012 wurde sie mit dem Kind-Award des Kinderlachen e. V., der sich für kranke und arme Kinder in Deutschland starkmacht, für ihr Engagement ausgezeichnet.
Im Herbst 2013 unterschrieb sie als einer der ersten Unterzeichner den von Alice Schwarzer in der von ihr herausgegebenen Zeitschrift Emma initiierten Appell gegen Prostitution.
Im Februar 2023 war sie Erstunterzeichnerin der von Sahra Wagenknecht und Alice Schwarzer initiierten Petition an die Bundesregierung Manifest für Frieden, die sich im Kontext des russischen Überfalls auf die Ukraine für Diplomatie und Verhandlungen und humanitäre Hilfe ausspricht, und gegen weiter „eskalierende Waffenlieferungen“ an die Ukraine, da ein lang andauernder Krieg unzählige weitere Menschen töte und traumatisiere, sowie aus Sorge vor einer Ausweitung zu einem Dritten Weltkrieg.

## Filmografie (Auswahl)

### Filme
- 1969: Pepe, der Paukerschreck
- 1969: Hurra, die Schule brennt!
- 1970: Schulmädchen-Report: Was Eltern nicht für möglich halten
- 1970: Mädchen beim Frauenarzt
- 1970: Wir hau’n die Pauker in die Pfanne
- 1971: Zwanzig Mädchen und die Pauker
- 1971: Morgen fällt die Schule aus
- 1971: Rosy und der Herr aus Bonn
- 1971: Unser Willi ist der Beste
- 1971: Außer Rand und Band am Wolfgangsee
- 1972: Grün ist die Heide
- 1973: Blau blüht der Enzian
- 1973: Alter Kahn und junge Liebe
- 1973: Unsere Tante ist das Letzte
- 1973: Die Zwillinge vom Immenhof
- 1974: Zwei im siebenten Himmel
- 1974: Auch ich war nur ein mittelmäßiger Schüler
- 1975: Die letzten Ferien
- 1975: Der Geheimnisträger
- 1978: Die Abenteuer des David Balfour
- 1979: Fleisch
- 1979: Mathias Sandorf (Fernseh-Vierteiler)
- 1980: Der Mann, der Venedig hieß (Poliziotto solitudine e rabbia)
- 1980: Kein Reihenhaus für Robin Hood
- 1982: Wie hätten Sie’s denn gern?
- 1982: Dannys Traum
- 1982: Schuld sind nur die Frauen
- 1985: Plötzlich und unerwartet
- 1986: Gauner im Paradies
- 1987: Ein Richter für Berlin (Judgment in Berlin)
- 1988: Ungehaltene Reden ungehaltener Frauen
- 1990: Kartoffeln mit Stippe
- 1990: Erfolg
- 1992: Happy Holiday (Umwege zum Glück)
- 1993: Ich und Christine
- 1993: Das Tier
- 1993: Christinas Seitensprung
- 1999: Prosit Neujahr!
- 2000: Einladung zum Mord
- 2001: Ein Stück vom Glück
- 2002: Die Rosenkrieger
- 2002: Entscheidung auf Mauritius
- 2003: Ein himmlischer Freund (Verweistitel Vom Himmel hoch)
- 2003: Das schönste Geschenk meines Lebens
- 2005: Liebe auf den zweiten Blick
- 2006: Die Sturmflut
- 2006: Eine Chance für die Liebe
- 2007: Meine Mutter tanzend
- 2007: Mein Traum von Afrika
- 2007: Oh Tannenbaum
- 2008: Annas Geheimnis
- 2009: Was glücklich macht
- 2009: Alle meine Lieben
- 2009: Richterin ohne Robe
- 2009: Illuminati (Angels & Demons)[8]
- 2010: Zimmer mit Tante
- 2010: Bergblut
- 2010: Ein Sommer in Marrakesch
- 2010: Ein Praktikant fürs Leben
- 2010: Aber jetzt erst recht
- 2011: Salto Vitale
- 2011: Neue Chance zum Glück
- 2011: Annas Erbe
- 2011: Weihnachten … ohne mich, mein Schatz!
- 2012: Doppelgängerin
- 2012: Auf der Spur des Löwen
- 2012: Wir haben gar kein Auto
- 2013: 24 Milchkühe und kein Mann
- 2013: Wir haben gar kein’ Trauschein
- 2014: Mit Burnout durch den Wald
- 2015: Sophie kocht
- 2015: Zwei Esel auf Sardinien
- 2015: Kubanisch für Fortgeschrittene
- 2016: Fanny und die geheimen Väter
- 2016: Fanny und die gestohlene Frau
- 2016: Wenn es Liebe ist
- 2017: Der Polizist, der Mord und das Kind
- 2018: Oskar – Gehen, wenn’s am schönsten ist
- 2018: Wir sind doch Schwestern
- 2019: Club der einsamen Herzen
- 2021: Alice im Weihnachtsland (Fernsehfilm)
- 2022: Karla, Rosalie und das Loch in der Wand
- 2024: So weit kommt’s noch! (Fernsehfilm)
- 2024: Die schönste Bescherung (Fernsehfilm)

### Fernsehserien und -reihen
- 1975: Der Kommissar – Ein Mord auf dem Lande
- 1975: Tatort – Mordgedanken
- 1977: Drei sind einer zuviel
- 1978: Derrick – Klavierkonzert
- 1979: Derrick – Das dritte Opfer
- 1979: Die Protokolle des Herrn M. – Das rote Signal
- 1981: Derrick – Die Schwester
- 1982: Das Traumschiff: Cayman Islands
- 1982+1983: Leute wie du und ich (2 Episoden)
- 1983: Das Traumschiff: Kenia
- 1984: Der Mann, der keine Autos mochte
- 1986: Polizeiinspektion 1 – Bodo’s exklusive Automobilunion
- 1986: Der Alte – Der Trugschluß
- 1989: Ein Heim für Tiere (Fernsehserie, eine Folge)
- 1989: Rivalen der Rennbahn
- 1989–1995: Forsthaus Falkenau
- 1991: Café Meineid – Immer am Samstag
- 1992: Der Bergdoktor
- 1992: Ein Fall für zwei – Todesspiel
- 1995–2001: Alle meine Töchter
- 1996: Der Bulle von Tölz: Das Amigo-Komplott
- 2002–2006: Um Himmels Willen
- 2006: Das Geheimnis meines Vaters
- 2007: Donna Roma (4 Folgen)
- 2007: Die ProSieben Märchenstunde: Des Kaisers neue Kleider – Mode, Mob und Monarchie
- 2010: Liebe am Fjord – Der Gesang des Windes
- 2012: Um Himmels Willen – Mission unmöglich
- 2013: Inga Lindström – Das Geheimnis von Gripsholm
- 2015: Der Alte – Der Tote im Acker
- 2016: Fanny und die geheimen Väter
- 2020: Das Traumschiff – Marokko
- 2022: Dahoam is Dahoam
- 2022: Tage, die es nicht gab
- 2022: The Masked Singer
- 2024: Promi First Dates (Dating-Doku-Soap)[9]
- 2024: Kroymann (Satiresendung, Ist die noch gut?)
- 2024: Der Geier – Die Tote mit dem falschen Leben
- 2025: Der Geier – Freund oder Feind

## Theater (Auswahl)
- 1976: Kabale und Liebe – Friedrich Schiller, in Berlin
- 1976: Elektra – Sophokles, in Berlin
- 1984: Hamlet – William Shakespeare, in Bad Hersfeld
- 1988: Die Katze auf dem heißen Blechdach – Tennessee Williams, deutschlandweit
- 1989: Jedermann – Hugo von Hofmannsthal, in Wien
- 2007–2008: Das Hohelied der Liebe, deutschland- und italienweit
- 2013: Verliebt, verlobt, verschwunden
- 2020: Lippenrot, Komödie am Bayerischen Hof

## Hörbücher (Auswahl)
- 2006: Das Hohelied der Liebe. ISBN 978-3-939642-00-8.
- 2007: Gönn dir einen Stern: Himmlisches im Alltag finden. ISBN 978-3-7831-3001-0.
- 2010: Wir haben gar kein Auto …: Mit dem Rad über die Alpen. ISBN 978-3-8291-2342-6.
- 2015: Fliegst Du schon – oder überlegst Du noch. Frauenporträts. Hrsg. Claudia Lanfranconi. Bonnevoice Hörbuchverlag München, ISBN 978-3-945095-02-7
- 2018: Lange Liebe – Geschichten berühmter Paare. Hrsg. Antonia Meiners. Bonnevoice Hörbuchverlag München, ISBN 978-3-945095-23-2
- 2020: Der Salzpfad. Roman von Raynor Winn. Bonnevoice Hörbuchverlag München

## Veröffentlichungen
- Jutta Speidel: Kinder schreiben für Horizont. Gryphon, München 2003, ISBN 3-935192-46-0, ISBN 3-935192-55-X, ISBN 3-935192-79-7 (3 Bände).
- Jutta Speidel: Die Liebe gibt mir Rückenwind., Coppenrath, 2007, ISBN 978-3-8157-7074-0.
- Jutta Speidel: Meine schönsten Weihnachtsgeschichten. Herder, 2008, ISBN 978-3-451-29879-0.
- Jutta Speidel, Bruno Maccallini: Wir haben gar kein Auto …: Mit dem Rad über die Alpen. Ullstein Verlag 2009, ISBN 978-3-548-37318-8.
- Jutta Speidel, Bruno Maccallini: Zwei Esel auf Sardinien. Ullstein, Berlin 2011, ISBN 3-548-37409-3.
- Jutta Speidel: Amaryllis, Roman, Albert-Langen-Georg-Müller-Verlag, München 2024, ISBN 978-3-7844-3700-2.

## Auszeichnungen

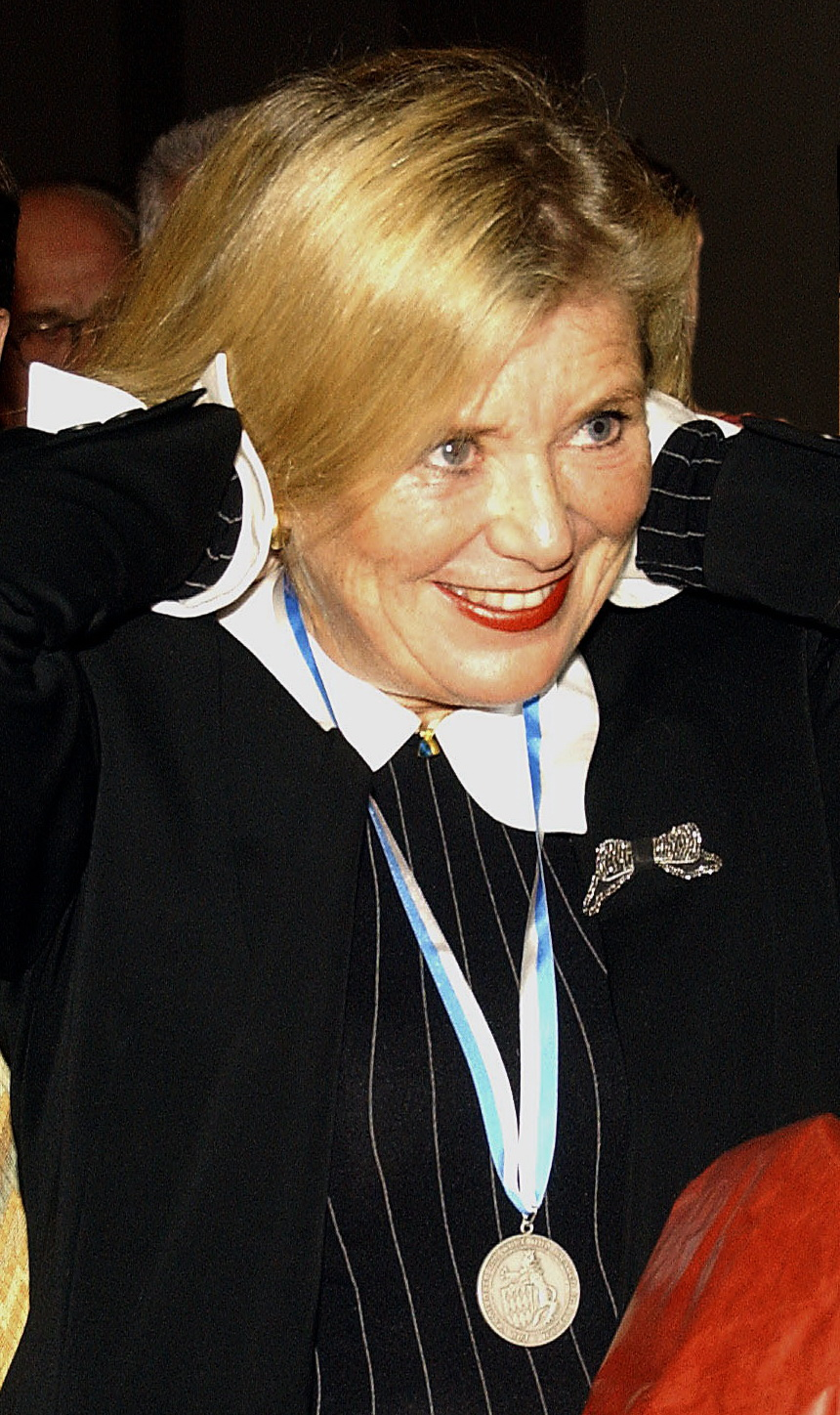
Jutta Speidel, Bayerischer Poetentaler, 2003

- 1977: Bambi für Drei sind einer zuviel
- 1977: Bravo Otto in Gold
- 1978: Bravo Otto in Silber
- 1982: Bravo Otto in Silber
- 1984: Hersfeld-Preis
- 1989: Hersfeld-Preis
- 2002: Goldener Wuschel von Brisant Charity-Preis
- 2002: Goldene Europa
- 2002: Medaille „München leuchtet – Den Freunden Münchens“ in Gold
- 2002: Bayerische Staatsmedaille für soziale Verdienste
- 2003: Bayerischer Poetentaler
- 2003: Martinsmantel der Radioredaktion des Sankt Michaelsbundes
- 2005: Bundesverdienstkreuz
- 2006: Bayerischer Fernsehpreis (Beste Seriendarstellerin) für Um Himmels Willen
- 2008: Bayerische Verfassungsmedaille in Silber
- 2008: Krenkl-Preis der Münchner SPD für Zivilcourage und bürgerschaftliches Engagement.
- 2011: Bayerischer Verdienstorden
- 2011: „Prix International Pour les Enfants“ der Stiftung Otto Eckart[10]
- 2012: Kind-Award
- 2013: Toni-Pfülf-Preis der SPD Bayern und der Arbeitsgemeinschaft sozialdemokratischer Frauen Bayern
- 2014: Finest Mercy Generation Award
- 2017: Medaille für besondere Verdienste um Bayern in einem Vereinten Europa
- 2019: Verleihung des Ehrenbürgerrechts Münchens[11]
- 2021: Bayerische Verfassungsmedaille in Gold[12]